# Nomia somalica
Nomia somalica är en biart som beskrevs av Heinrich Friese 1908. Nomia somalica ingår i släktet Nomia och familjen vägbin. Inga underarter finns listade i Catalogue of Life.